# International Research Association for Talent Development and Excellence

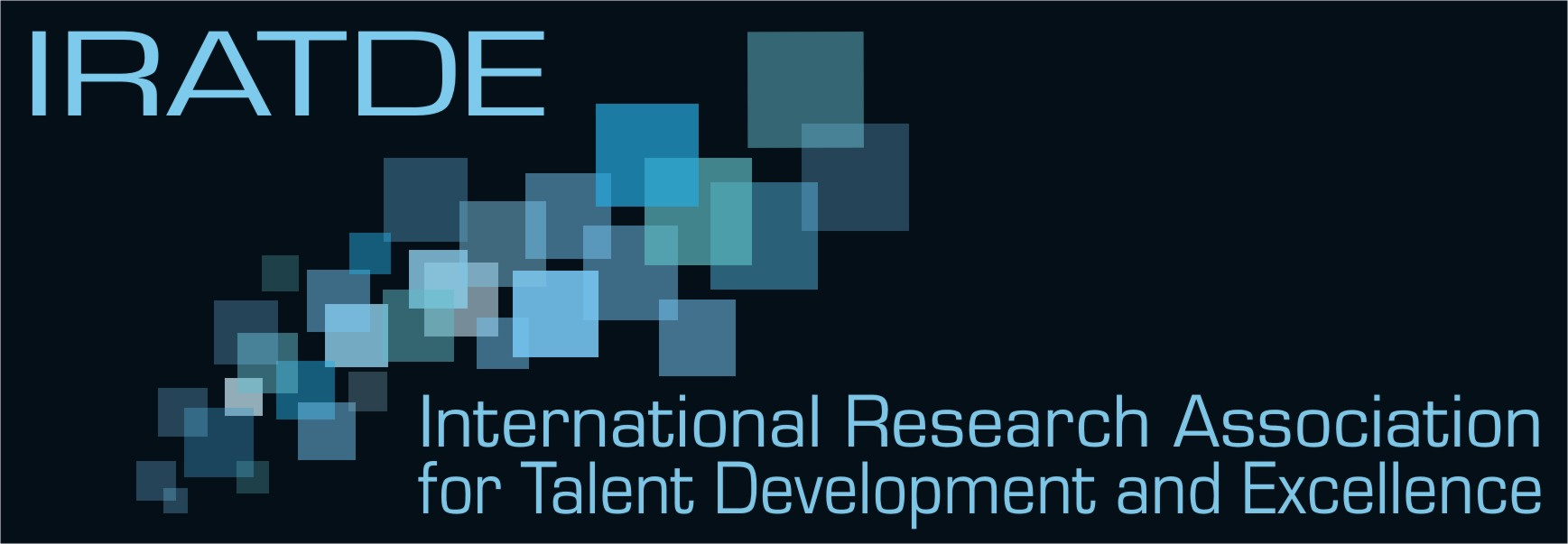
Iratde logo

Die International Research Association for Talent Development and Excellence (IRATDE) ist eine 2008 in Peking, China, gegründete Forschervereinigung. Das offizielle Organ der IRATDE ist ihr Newsletter Talent Talks. Daneben gibt sie eine wissenschaftliche Zeitschrift Talent Development and Excellence heraus.

## Ziele und Mitgliedschaft
Hauptanliegen der IRATDE ist die Förderung der Talent-, Begabungs- und Expertiseforschung. Gegenwärtig hat sie mehr als 400 Mitglieder in über 60 Ländern. Vollmitglied kann werden, wer zwei thematisch passende wissenschaftliche Arbeiten vorgelegt hat. Bevor diese Bedingung erfüllt ist, kann man assoziiertes Mitglied werden, sofern man einschlägig tätig ist (z. B. Angehörige von Bildungsministerien, Lehrkräfte an Begabtenschulen, Jungwissenschaftler). Eine Aufnahme als assoziiertes oder als Vollmitglied erfordert die Akzeptanz durch den Vorstand.

## Wissenschaftliche Kongresse
Es werden alle zwei Jahre wissenschaftliche Kongresse durchgeführt. Der erste fand 2009 in Xi’an, China, statt. Weitere Kongresse fanden u. a. in Brisbane, Australien; Dubai, Vereinigte Arabische Emirate; und Taipeh, Taiwan.

## Exekutivkomitee
Das 2008 gewählte Exekutivkomitee setzt sich aus folgenden Forschern zusammen:
- Generalsekretär: Albert Ziegler von der Universität Ulm, Deutschland
- Präsident: Abdullah Aljughaiman von der King Faisal University, Saudi-Arabien
- Vize-Präsidentin: Heidrun Stöger von der Universität Regensburg, Deutschland
- Schatzmeister: Jiannong Shi von der Chinesischen Akademie der Wissenschaften in Peking, China
- Sprecher: Wilma Vialle von der University of Wollongong, Australien